# Таборинський район
Табори́нський район (рос. Таборинский район) — адміністративна одиниця Свердловської області Російської Федерації.
Адміністративний центр — село Табори.

## Населення
Населення району становить 2990 осіб (2019; 3574 у 2010, 5089 у 2002).

## Адміністративно-територіальний поділ
На території району 3 сільських поселення:
| Поселення                         | Площа, км² | Населення, осіб (2002) | Населення, осіб (2010) | Населення, осіб (2019) | Центр          | Населені пункти |
| --------------------------------- | ---------- | ---------------------- | ---------------------- | ---------------------- | -------------- | --------------- |
| Кузнецовське сільське поселення   | 2096,00    | 1456                   | 1134                   | 888                    | Кузнецово      | 14              |
| Таборинське сільське поселення    | 2396,00    | 2385                   | 2087                   | 1862                   | Табори         | 8               |
| Унже-Павинське сільське поселення | 2293,50    | 1248                   | 353                    | 240                    | Унже-Павинська | 11              |

## Найбільші населені пункти
| № | Населений пункт | Населення, осіб (2002) | Населення, осіб (2010) |
| - | --------------- | ---------------------- | ---------------------- |
| 1 | Табори          | 2 096                  | 1 885                  |